# Leicestershire County Cricket Club
Der Leicestershire County Cricket Club repräsentiert die traditionelle Grafschaft Leicestershire in den nationalen Meisterschaften im englischen Cricket.

## Geschichte

### Die Anfänge
Cricket in Leicestershire wurde erstmals im Jahr 1744 in Barrow upon Soar erwähnt. Im weiteren fanden einige Spiele des damaligen Leicestershire and Rutland Cricket Club statt, die hauptsächlich gegen Nottingham und den Marylebone Cricket Club ausgetragen wurden. Der County Club selbst wurde im Jahr 1879 gegründet, nachdem man 1877 das Grundstück für das heutige Stadion an der Grace Road gekauft hatte. Das Team selbst erhielt jedoch erst 1895 First-Class Status.

### Erste Jahrzehnte mit First-Class Status

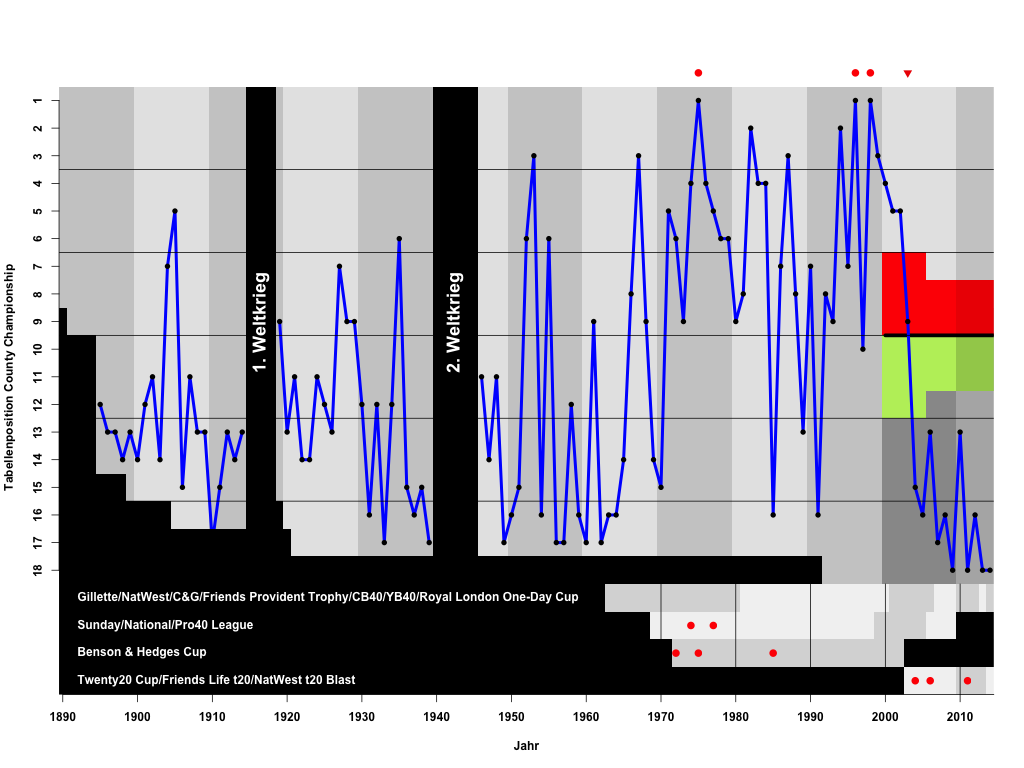
Performance des Leicestershire County Cricket Club im First Class, One-Day und T20 Cricket in den nationalen englischen Wettbewerben.

Leicestershire war in der ersten Hälfte des 20, Jahrhunderts zumeist in der unteren Tabellenhälfte zu finden. Grund war unter anderem die geringe Bevölkerung des Countys aus der sich die meisten Spieler rekrutierten. Das änderte sich erst als Charles Palmer ins Team kam und 1953 erstmals ein dritter Platz erreicht wurde. Jedoch konnte sich diese Leistung nicht stabilisieren und so begann man zum Ende der 1950er Jahre externe Spieler zu verpflichten. Früchte trug diese Politik 1965 als unter Kapitän Tony Lock abermals ein dritter Platz erzielt werden konnte.

### Erste goldene Jahre
Der erste Titelgewinn gelang im One-Day Cricket als der Benson & Hedges Cup 1972 gewonnen werden konnte. Dies führte in der Folge zu einem Aufschwung und guten Ergebnissen. Es folgte der Gewinn der Sunday League 1974 und 1975 konnte erstmals die County Championship gewonnen werden. Im selben Jahr gewann  die Mannschaft ebenfalls den Benson & Hedges Cup. Mit dem zweiten Gewinn der Sunday League 1977 neigte sich die erste goldene Phase dem Ende zu. In der Folge gelang noch einmal ein zweiter Platz in der County Championship 1982, jedoch war in den 1980ern der Gewinn des  Benson & Hedges Cup 1985 der einzige Sieg eines Wettbewerbes.

### Zweite Welle des Erfolgs bis heute
Ende der 1990er Jahre konnte mit Hilfe von Jack Birkenshaw und James Whitaker erneut eine Welle des Erfolgs gefeiert werden. So gewann das Team sowohl 1996, als auch 1998 die County Championship. Dies ging einher mit einigen Finalteilnahmen bei den One-Day Turnieren zu dieser Zeit. Als 2003 Twenty20 im englischen Cricket als Wettbewerb eingeführt wurde, stellte sich die Mannschaft als sehr erfolgreich heraus. So gewann man die zweite Ausgabe des Wettbewerbes 2004 und konnte ihn 2006 abermals gewinnen. Im County Cricket wurde zu dieser Zeit wieder vornehmlich die hinteren Plätze eingenommen. 2003 stieg die Mannschaft in die zweite Division ab und schaffte seitdem nicht mehr die Rückkehr in die erste Division.

## Stadion
Das Heimstadion des Clubs ist Grace Road in Leicester. Daneben wird heute noch gelegentlich Oakham School Ground in Oakham genutzt.

## Erfolge

### County Cricket
Gewinn der County Championship (3): 1975, 1996, 1998
Gewinn der zweiten Division (0): -

### One-Day Cricket
Gilette/NatWest/C&G Trophy/FP Trophy (1963–2009) (0): -
Sunday/National/Pro40 League (1988–2009) (2): 1974, 1977
Benson & Hedges Cup (1972–2002) (3): 1972, 1975, 1985
ECB 40/Clydesdale Bank/Yorkshire Bank 40 (2010–2013) (0): -
Royal London One-Day Cup (2014-heute) (0): -

### Twenty20
Twenty20 Cup/Friends Life t20/NatWest t20 Blast (3): 2004, 2006, 2011

## Statistiken

### Runs
Die meisten Runs im First-Class Cricket wurden von den folgenden Spielern erzielt:
| Spieler        | Spielzeiten | Runs   |
| -------------- | ----------- | ------ |
| George Berry   | 1924–1951   | 30.143 |
| Maurice Hallam | 1950–1970   | 23.662 |
| John King      | 1895–1925   | 22.618 |
| Cecil Wood     | 1896–1923   | 21.872 |
| William Astill | 1906–1939   | 19.879 |

### Wickets
Die meisten Wickets im First-Class Cricket wurden von den folgenden Spielern erzielt:
| Spieler         | Spielzeiten | Runs  |
| --------------- | ----------- | ----- |
| William Astill  | 1906–1939   | 2.131 |
| George Geary    | 1912–1938   | 1.759 |
| Charles Spencer | 1952–1974   | 1.320 |
| John Walsh      | 1937–1956   | 1.127 |
| John King       | 1895–1925   | 1.100 |